# Lhatse
Lhatse Dzong, Chinees: Lhazê Xiàn is een arrondissement in de prefectuur Shigatse in de Tibetaanse Autonome Regio, China. In 1999 telde het arrondissement 47.252 inwoners. Latse ligt op een hoogte van 4.010 meter en heeft een oppervlakte van 4.505 km². De gemiddelde jaarlijkse temperatuur is 6,2 °C en er valt jaarlijks 296 mm neerslag. Door Lhatse lopen de nationale wegen G219 en G318.

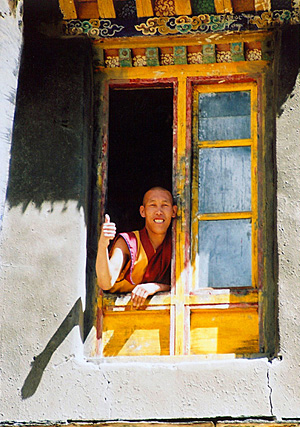
Oude Lhatse-klooster